# 9322 Lindenau
9322 Lindenau este un asteroid din centura principală de asteroizi.

## Descriere
9322 Lindenau este un asteroid din centura principală de asteroizi. A fost descoperit pe 10 ianuarie 1989 la Tautenburg de Freimut Börngen. Asteroidul prezintă o orbită caracterizată de o semiaxă mare de 3,17 ua, o excentricitate de 0,17 și o înclinație de 2,0° în raport cu ecliptica.